# Food of Love
Food of Love es el segundo álbum de la cantante estadounidense Yvonne Elliman. Fue lanzado en su país natal bajo el sello MCA en 1973,  y de él se desprendió el sencillo "I Can't Explain", original de la banda The Who.

## Lista de canciones

### Lado A
| N.º | Título                                             | Escritor(es)         | Duración |  |
| 1.  | «Casserole Me Over»                                | Rupert Hine, MacIver | 2:49     |  |
| 2.  | «More Than One, Less Than Five»                    | Rupert Hine, MacIver | 3:52     |  |
| 3.  | «I Want to Make You Laugh, I Want to Make You Cry» | Rado                 | 4:24     |  |
| 4.  | «Muesli Dreams»                                    | Rupert Hine, MacIver | 3:48     |  |
| 5.  | «I Can't Explain»                                  | Pete Townshend       | 3:12     |  |

### Lado B
| N.º | Título                               | Escritor(es)         | Duración |  |
| 6.  | «Sunshine»                           | Rupert Hine, MacIver | 3:46     |  |
| 7.  | «Hawaii»                             | Yvonne Elliman       | 3:12     |  |
| 8.  | «I Don't Know How to Love Him Blues» | Rupert Hine, MacIver | 2:57     |  |
| 9.  | «The Moon Struck One»                | Robbie Robertson     | 4:24     |  |
| 10. | «Happy Ending»                       | Steinman             | 3:57     |  |
| 11. | «Love's Bringing Me Down»            | Rupert Hine, MacIver | 5:13     |  |

## Personal
- Paul Buckmaster - chelo
- Irene Chandler - coro
- Ray Cooper - percusión
- Yvonne Elliman - voz principal
- Michael Giles - batería
- Mick Grabham - guitarra
- John Gustafson - bajo
- Rosetta Hightower - coro
- Rupert Hine - armónica, teclado
- Ruby James - coro
- Simon Jeffes - guitarra
- Ann Odell - teclado
- John G. Perry - bajo
- Morris Pert - percusión
- Caleb Quaye - percusión
- Peter Robinson - teclado
- Darryl Runswick - bajo
- Liza Strike - coro
- Pete Townshend - guitarra
- Joanne Williams - coro

## Producción
- Producido por Rupert Hine